# 栎小煤炱
栎小煤炱（学名：Meliola quercina）是属于小煤炱目小煤炱科小煤炱属的一种真菌，寄生在柯属植物上。该种分布于中国、尼泊尔、越南。